# Megacodon
Megacodon es un género con dos especies de plantas con flores perteneciente a la familia Gentianaceae. 
Está considerado un sinónimo del género Gentiana.

## Especies
- Megacodon stylophorus
- Megacodon venosus